# Gunne (Elsen)
Die Gunne – zur Unterscheidung von der benachbarten Gunne bei Bentfeld zuweilen auch Obere Gunne genannt – ist ein Bach im Stadtteil Elsen der Stadt Paderborn im nordrhein-westfälischen Kreis Paderborn. Sie durchfließt Elsen und mündet auf der Grenze zum Stadtteil Bentfeld des benachbarten Delbrück von links in die Lippe. 

## Geschichte
Die Gunne in ihrem heutigen Zustand ist ein Produkt jahrtausendelanger Kulturierung durch den Menschen. Sie wurde an zahlreichen Stellen begradigt und teilweise auch umgebettet. Ein besonders scharfer Einschnitt in ihrer menschengemachten Geschichte war die Aufteilung in zwei Bachteile, die im Rahmen des Kiesabbaus im Bereich der heutigen Bentfelder Baggerseen zwischen Elsen und Bentfeld erfolgte. Von der Altenginger Mühle verlief die Gunne früher weiter südlich als heute direkt Richtung Bentfeld (teilweise verläuft auf dieser Strecke heute noch der wegen der Altenginger Mühle so genannte Mühlengraben). Mit dem Kiesabbau und der Anlegung der Seen wurde sie weiter nördlich umgeleitet und eine neue Mündung in die Lippe angelegt.

## Geographie

### Verlauf
Die Gunne, die nicht ganzjährig Wasser führt, entspringt auf etwa 104 m ü. NHN im Süden Elsens südlich der Straße Im Schlinge in einem nur teil- und zeitweise nassen Graben. In einem Tunnel unterhalb der Wewerstraße nimmt sie Fahrt auf und durchfließt Elsen zunächst in nördlicher, dann in nordwestlicher Richtung, wobei sie den Elsener Dorfhügel umfließt. Zwischen den Straßen Am Schlengerbusch und Hilschenbruch ist ein relativ unbegradigter Teil der Gunne mit seinen Ufergehölzen und Krautsäumen „aufgrund seiner besonderen Bedeutung für den Biotopverbund“ als geschützter Landschaftsbestandteil unter Naturschutz gestellt. Auch einige Eichen, Laub- und Obstbaumbestände an der Gunne sind unter Schutz gestellt: das Laubwäldchen am Glockenbusch, der Hofeichenbestand am Glocken- und Eichenhof und die Obstbäume zwischen Römerstraße, Bohlenweg und Gunne. An mehreren Stellen ist die Gunne von Kopfweiden umstanden, die regelmäßig geschneitelt werden müssen.
Am Gunne-Spielplatz (Nesthauser Straße) vorbei fließt sie als begradigter Bach durch die Mühlenheide bis zur Altenginger Mühle, die sie früher antrieb. Von dort fließt sie zunächst durch das Offenland zwischen Sander Straße und Am Brockhof, das als Teil des Landschaftsschutzgebiets Offene Kulturlandschaft geschützt ist. Auf der anderen Seite der Straße Am Brockhof geht es dann weiter zu den Bentfelder Baggerseen. Die Gunne passiert hier den Brockhofsee in dessen Süden und dann die beiden durch das Landschaftsschutzgebiet Seen in der Lippeniederung geschützten Seen Mühlensee und Nettelnbrecker See in deren Norden. Zwischen Mühlen- und Nettelnbrecker See mündet der kleine Mühlenseegraben orographisch von links und Süden kommend ein. Am nordöstlichen Zipfel des Bentfelder Sees mündet von links die Jothe ein und die Gunne knickt dort für ihren letzten Viertelkilometer Lauf nach Norden ab; sie läuft nun auf der Stadtgrenze von Paderborn zu Delbrück. Dieser letzte Abschnitt ist Teil des Landschaftsschutzgebiets Büren. Bei Lippe-Kilometer 202,7 mündet sie neben dem Elsener Klärwerk von links und auf etwa 92 m ü. NHN in die Lippe.
Verwirrenderweise beginnt nur einige hundert Meter südlich des Einflusses der Jothe in die „Obere“ Gunne ein weiterer Bach des Namens Gunne (oder auch Untere Gunne), der durch Bentfeld zu den Gunnewiesen fließt und dann weiter abwärts bei Boke bei Lippe-Kilometer 195,7 ebenfalls in die Lippe einmündet. Eine weitere, noch kleinere Gunne fließt im benachbarten Sande in den Roten Bach.

### Zuflüsse
- Mühlenseegraben (links), 2,0 km, 2,39 km², 18,59 l/s
- Jothe (links), 7,8 km, 12,21 km², 121,75 l/s

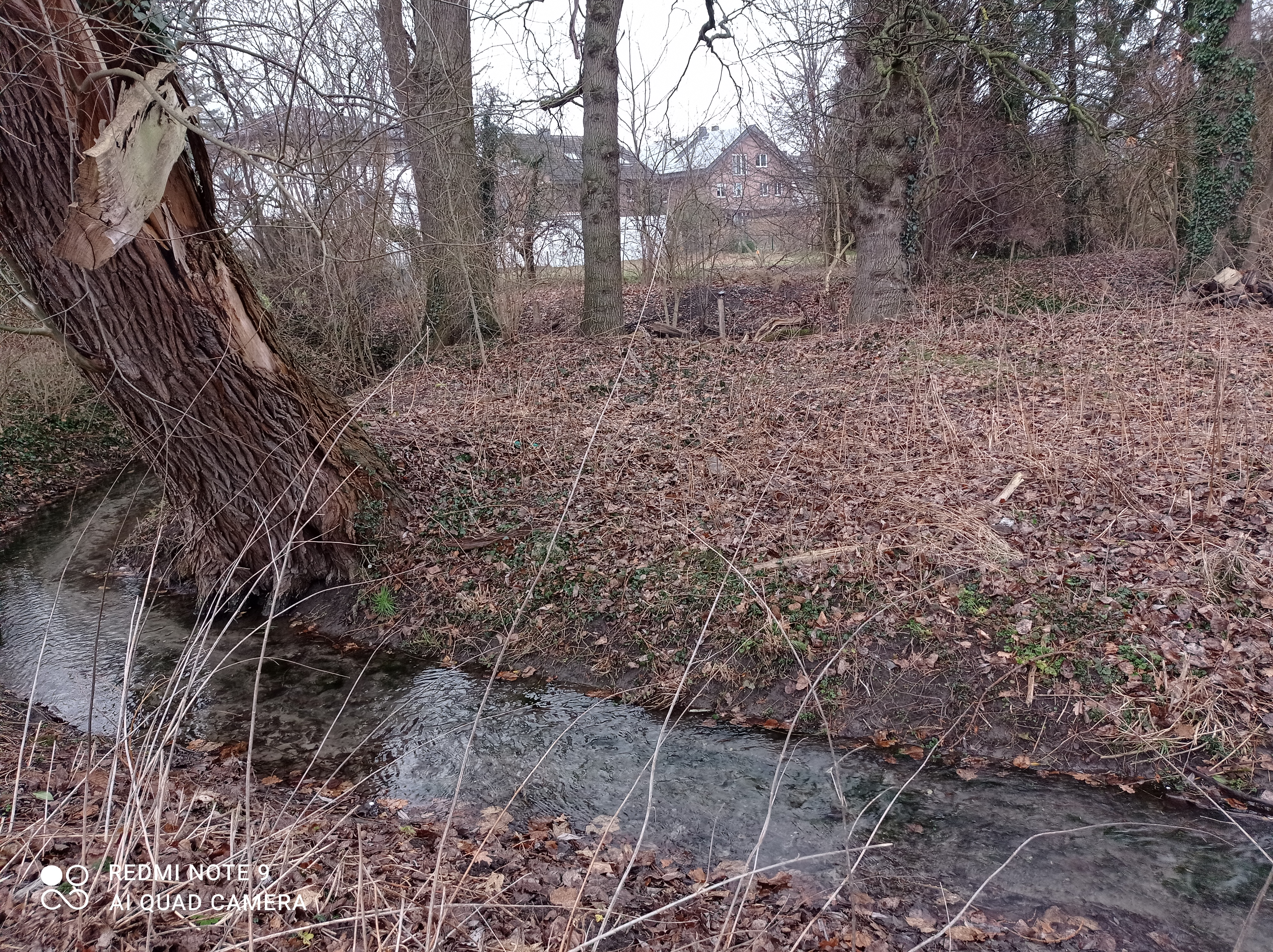
Einer der letzten Mäander der ansonsten weitgehend begradigten Gunne, nördlich Bohlenweg

## Charakteristik und Zustand
Die Gunne ist ein sandgeprägter Tieflandbach (siehe Fließgewässertyp) in einem insgesamt unbefriedigenden ökologischen Zustand. Sie gehört zur Fischregion „unterer Forellentyp Tiefland“.
Laut dem im Jahr 2004 veröffentlichten Ergebnisbericht zur Bestandsaufnahme bei der Umsetzung der Wasserrahmenrichtlinie befindet sich der Lauf der Gunne durchgängig im Bereich der Gewässergüteklasse II–III, das heißt kritisch belastet.
Ein nicht geringer Teil der Gunne steht unter Naturschutz. Dazu gehört insbesondere der geschützte Landschaftsbestandteil zwischen Hilschenbruch und Schlengerbusch sowie der gesamte letzte Abschnitt ab der Altenginger Mühle, der durch verschiedene Landschaftsschutzgebiete fließt.
Da die Gunne die Hauptentwässerung für den gesamten Stadtteil Elsen (über 16.000 Einwohner) darstellt, ist ein guter Zustand auch für den Hochwasserschutz wichtig. Im Jahr 2017 wurde die Gunne deshalb ausführlich vermessen und auf weitere Hochwasserschutzmaßnahmen geprüft.